# NGC 7083
NGC 7083 is een spiraalvormig sterrenstelsel in het sterrenbeeld Indiaan. Het hemelobject werd op 28 augustus 1826 ontdekt door de Schotse astronoom James Dunlop.

## Synoniemen
- ESO 107-36
- IRAS 21318-6407
- PGC 67023